# Alias Jimmy Valentine (film 1920)
Alias Jimmy Valentine è un film muto del 1920 diretto da Edmund Mortimer e Arthur Ripley. La sceneggiatura di Finis Fox si basa sull'omonimo lavoro teatrale di Paul Armstrong andato in scena a New York il 21 gennaio 1910 che si basava, a sua volta, su A Retrieved Reformation di O. Henry, racconto pubblicato su Cosmopolitan dell'aprile 1903. Dal soggetto originale, nel 1915, Maurice Tourneur aveva tratto un film sempre con il titolo Alias Jimmy Valentine.

## Trama
Mentre sta visitando un carcere, Rose Lane riconosce in uno dei detenuti Lee Randall, alias Jimmy Valentine, un uomo che una volta l'aveva salvata da un'aggressione. Interessandosi alla sua sorte, Rose riesce, con l'aiuto di suo zio, a far ottenere il perdono all'uomo che, nel frattempo, dimostra di essersi emendato. Jimmy viene assunto nella banca di cui il padre di Rose è presidente; dopo tre anni nei quali Jimmy dimostra di avere rigato dritto e di avere lavorato onestamente, l'uomo chiede la mano di Rose. La felicità della coppia viene però insidiata dalle indagini del detective Doyle che è convinto che Jimmy sia il responsabile di una vecchia rapina in una banca del Massachusetts. Jimmy si trova abilmente un alibi, tanto astuto che Doyle si convince di essersi sbagliato. Ma, prima che il detective se ne vada via, la sorellina di Rose resta accidentalmente chiusa nel nuovo caveau della banca. Per salvare la ragazzina, Jimmy, pur sapendo che sta condannandosi da solo, usa il suo antico talento di scassinatore per aprire il caveau. Doyle, presente all'apertura, rimane così impressionato dall'altruismo di Valentine che lascia cadere l'indagine contro di lui.

## Produzione
Il film fu prodotto dalla Metro Pictures Corporation. Scene del film furono girate all'Arizona State Penitentiary di Florence, in Arizona.

Pare che il film, all'inizio, avesse come regista Arthur Ripley; ma, nelle poche recensioni che rimangono, la regia risulta accreditata a Mortimer.

## Distribuzione
Il copyright del film, richiesto dalla Metro Pictures Corp., fu registrato il 14 aprile 1920 con il numero LP15012.

Distribuito dalla Metro Pictures Corporation, il film uscì nelle sale statunitensi nel marzo 1920. La Jury Imperial Pictures lo distribuì nel 1920 anche nel Regno Unito.
Non si conoscono copie ancora esistenti della pellicola che viene considerata presumibilmente perduta.